# 뿌 켐
뿌 켐(라오어: ປູເຄັມ, 태국어: ปูเค็ม 뿌 껨[*]) 또는 뿌 동(태국어: ปูดอง)은 논게(Somanniathelphusa속의 민물 게)를 소금에 절여 만든 음식이다. 주로 라오스식 풋파파야 샐러드인 땀 막훙을 만들 때 쓰인다. 태국에서도 솜 땀을 만들 때 이것을 넣기도 하며, 그때 "솜 땀 뿌 동"이라고 불린다.

## 사진

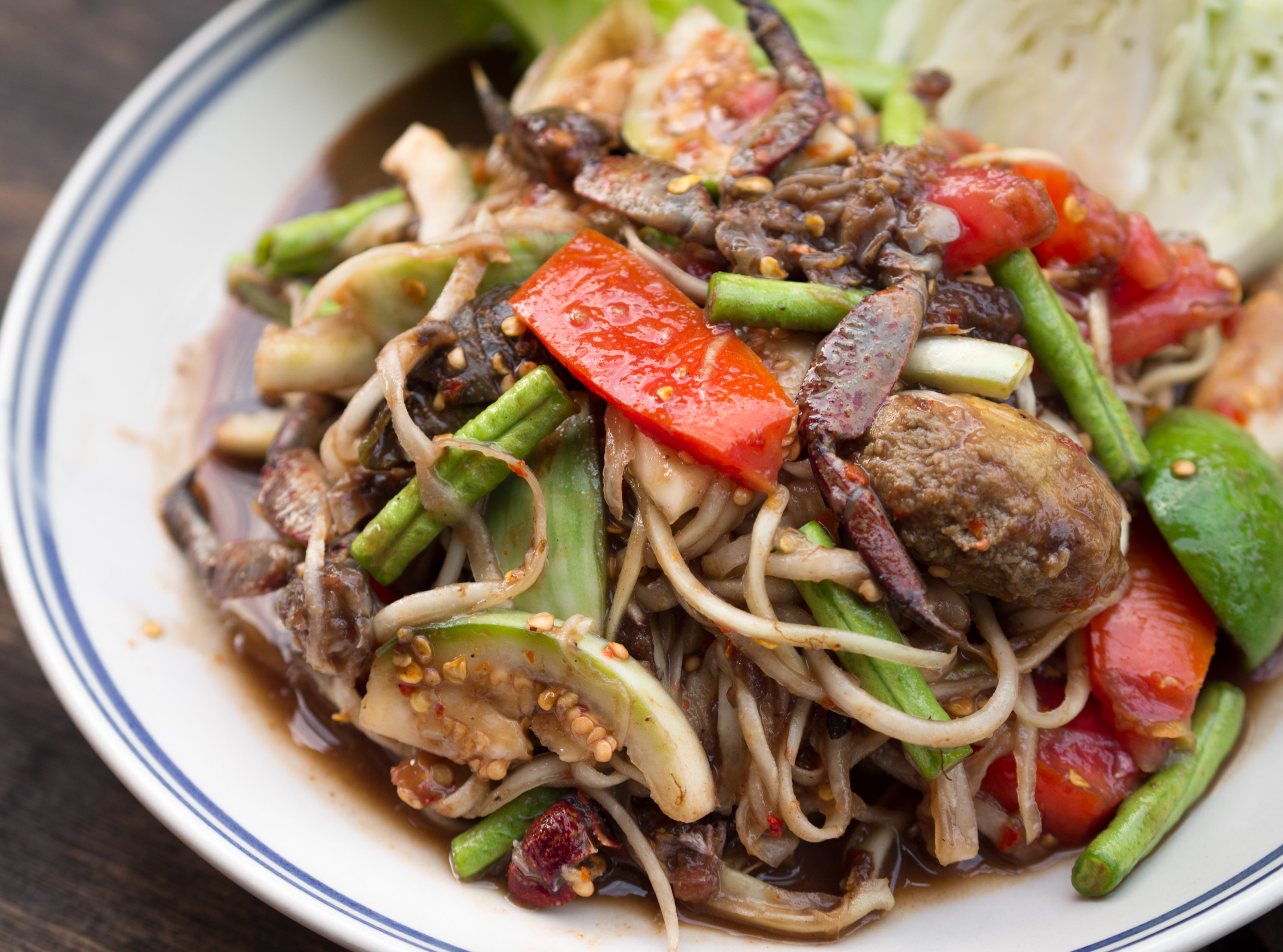
뿌 켐을 넣은 땀 막훙
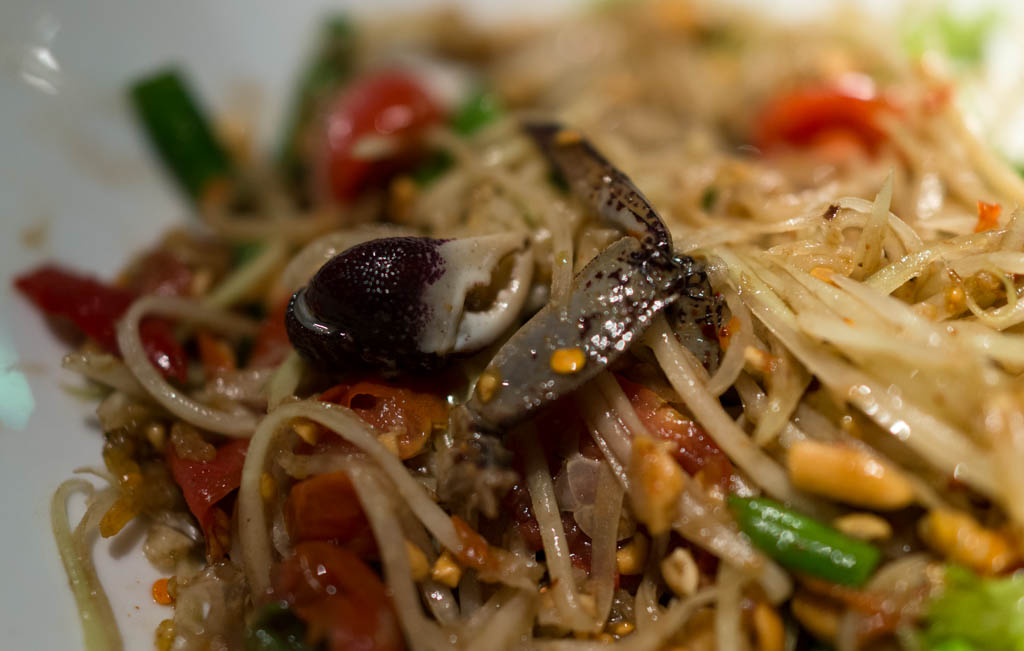
뿌 동을 넣은 솜 땀 뿌 동

## 같이 보기
- 남 뿌
- 게장